# Университет Хомса
Университет Хомса (араб. جامعة حمص‎ Jāmiʻat Ḥimṣ) — высшее учебное заведение в городе Хомс в Сирии, четвертый старейший университет страны, с 20 факультетами и 6 институтами. Университет основан 14 сентября 1979 года. Ректор Университета Хомс, Абдель-Басет Аль-Хатиб, является выпускником математического факультета СПбГУ 1992 года. Университет Хомс является членом Ассоциации средиземноморских университетов (UNIMED).
Хомский университет был основан под именем Университет Аль-Баас и носил это название до 25 декабря 2024 года. После падения режима Башара Асада университет был переименован в свое текущее название.

## Факультеты/Институты[1]
Факультеты:
- Подготовительный год на медицинские факультеты
- Медицинский факультет
- Стоматологический факультет
- Фармацевтический факультет
- Факультет медицинских наук
- Факультет вычислительной техники
- Факультет гражданского строительства
- Факультет Архитектуры
- Факультет химической и нефтяной инженерии
- Факультет механики и электротехники
- Факультет сельскохозяйственной инженерии
- Факультет применения
- факультет литературы и гуманитарных наук
- Юридическая школа
- Факультет туризма
- факультет образования
- Педагогический факультет (Пальмира)
- Факультет музыкального образования
- Экономический факультет
- Факультет наук
- Факультет наук (Пальмира)

Институты:
- Технический институт вычислительной техники
- Инженерно-технический институт
- Сельскохозяйственный технический институт
- Технический институт исследований засушливых зон и засушливых земель
- Высший институт языков
- Высший институт водного хозяйства